# Václav Kozák
Václav Kozák (Vrbno nad Lesy, 14 aprile 1937 – Terezín, 15 marzo 2004) è stato un canottiere cecoslovacco, dal 1993 ceco.

## Palmarès

### Olimpiadi
- 1 medaglia:
  - 1 oro (Roma 1960 nel due di coppia)

### Europei
- 4 medaglie:
  - 1 oro (Copenaghen 1963 nel singolo)
  - 1 argento (Macon 1959 nel due di coppia)
  - 2 bronzi (Praga 1961 nel due di coppia; Duisburg 1965 nel quattro con)